# Felix Hollenstein
Felix Hollenstein (* 7. April 1965 in Bülach) ist ein ehemaliger Schweizer Eishockeyspieler, der mit dem EHC Kloten viermal die Schweizer Meisterschaft gewann. Von 2004 bis 2012 war er Assistenztrainer bei den Kloten Flyers, zwischen Februar 2013 und Dezember 2014 war er Cheftrainer der Mannschaft, von 2018 bis Mai 2021 Sportchef. Während seiner Spielerkarriere bestritt Hollenstein 650 Spiele in der Nationalliga A und 131 Länderspiele, in denen er 47 Tore erzielte.

## Karriere
Felix Hollenstein begann seine Karriere beim EHC Bülach, für den er bis 1985 spielte. Danach wechselte er zum EHC Kloten, dem er für den Rest seiner aktiven Karriere treu bleiben sollte. Zwischen 1993 und 1996 gewann er mit seinem Team vier Mal in Folge die Schweizer Meisterschaft. 1996 wurde er dabei bester Schweizer Playoff-Scorer. Zudem war er in seiner Karriere zweimal bester Schweizer Scorer in der NLA-Qualifikation.
In seiner letzten Spielzeit 2001/02 kam er aufgrund einer Knieverletzung nur zu einem Einsatz während der NLA-Qualifikation. Während der Playoffs derselben Saison kehrte er für ein Spiel aufs Eis zurück – beim Stand von 0:6 im sechsten Halbfinalspiel der Serie gegen den HC Davos. Die Flyers verloren das Spiel dennoch, schieden aus den Playoffs aus und Hollenstein beendete seine Karriere.

### Als Trainer und Funktionär
Fortan arbeitete er als Juniorentrainer der Flyers, ehe er 2004 zum Assistenztrainer der Flyers befördert wurde. 2012 musste Hollenstein die Flyers verlassen, da die neuen Eigentümer des finanziell stark angeschlagenen Vereins einen Neuanfang mit neuen Leuten begannen. Im Februar 2013 wurde er zum Verein zurückgeholt und löste Tomáš Tamfal als Cheftrainer ab. Hollenstein unterschrieb einen Vertrag über zwei Jahre. Im Dezember 2014 wurde er erneut entlassen und durch Sean Simpson ersetzt. Im Oktober 2015 übernahm er das Amt des Interimscoaches der Schweizer Eishockeynationalmannschaft. Ab der Arosa Challenge 2015 fungierte Hollenstein zusammen mit Reto von Arx als Assistent des neuen Nationaltrainers Patrick Fischer. Im Juli 2016 schied Hollenstein aus dem Amt aus.
Von 2018 bis Mai 2021 war Hollenstein Sportchef beim EHC Kloten, auf ihn folgte Patrik Bärtschi. Heute berät Hollenstein den Club als Senior Adviser.

### International
Felix Hollenstein gehörte zwischen 1988 und 1997 zum Kern der Schweizer Eishockeynationalmannschaft. Er bestritt sieben Weltmeisterschaften, die Olympischen Winterspiele 1988 in Calgary sowie die Olympiaqualifikation 1997. Insgesamt absolvierte er 131 Länderspiele für die Schweiz, in denen ihm 47 Tore gelangen.

## Privates
Sein Sohn Denis Hollenstein ist ebenfalls ein professioneller Eishockeyspieler und seine Nichte Silvana Nötzli ist eine ehemalige Unihockeyspielerin. Im November 2019 erkrankte Felix Hollenstein an Knochenmarkkrebs, er unterzog sich Chemotherapien, Bestrahlungen und einer Stammzelltransplantation.

## Erfolge und Auszeichnungen
| - 1988 Bester Schweizer Scorer der Nationalliga A - 1988 All-Star-Team der Nationalliga A - 1989 Bester Schweizer Scorer der Nationalliga A - 1989 All-Star-Team der Nationalliga A - 1993 Schweizer Meister mit dem EHC Kloten | - 1993 All-Star-Team der NLA-Playoffs - 1994 Schweizer Meister mit dem EHC Kloten - 1995 Schweizer Meister mit dem EHC Kloten - 1996 Schweizer Meister mit dem EHC Kloten - 1996 Play-off-Topscorer der Nationalliga A |

### International
- 1990 Aufstieg in die A-Weltmeisterschaft bei der B-Weltmeisterschaft
- 1994 Aufstieg in die A-Weltmeisterschaft bei der B-Weltmeisterschaft
- 1994 All-Star-Team der B-Weltmeisterschaft

### Rekorde
- Bester Schweizer Play-off-Scorer aller Zeiten

## NLA-Statistik
Quelle: kloten-flyers-fan.ch, Statistiken Felix «Fige» Hollenstein (Memento vom 27. Februar 2012 im Internet Archive)